# Академия Генерального штаба Польши (1947—1990)
Академия Генерального штаба Польши им. генерала брони Кароля Сверчевского  (польск. Akademia Sztabu Generalnego im.generała broni Karola Świerczewskiego) — высшее военное командно-штабное учебное заведение Вооружённых Сил Польской Народной Республики в 1947—1990 годах.

## История
17 апреля 1947 года министр национальной обороны ПНР  Михал Роля-Жимерский издал приказ об образовании подготовительной группы по созданию Академии Генерального штаба. Комендантом группы был назначен генерал дивизии Зыгмунт Берлинг. В распоряжение группы были выделены три комнаты в здании на проспекте Независимости (польск. Аleja Niepodległości), 247 в Варшаве.Задачами группы были комплектование кадров для будущей Академии, прежде всего научных, и подготовка учебной базы,
7 июля 1947 года министр национальной обороны ПНР издал приказ № 0184/Org о расформировании подготовительной группы и об организации Академии Генеральной штаба. В сентябре 1947 года были приняты первые кандидаты на обучение.
22 октября 1947 года Совет Министров ПНР своим декретом санкционировал создание Академии Генерального штаба в качестве государственной академической школы. Академия была подчинена непосредственно начальнику Генерального штаба Войска Польского.
Основной задачей Академии было развитие теории военного искусства в соответствии с потребностями Вооруженных сил, а также принципами эффективной обороны государства. Академия готовила офицеров с высшим образованием на командные и штабные должности.
12 декабря 1947 года состоялось торжественное открытие Академии, соединённое с торжественной церемонией открытия первого учебного года. В церемонии приняли участие в том числе Президент ПНР Болеслав Берут и министр национальной обороны ПНР маршал Польши Михал Роля-Жимерский.  День 12 декабря с тех пор отмечался как праздник Академии.
3 апреля 1948 года Совет Министров ПНР присвоил Академии имя генерала брони Кароля Сверчевского.
В 1948 году в структуре Академии были созданы кафедры: общей тактики и штабной службы, бронетехники, артиллерии, инженерно-сапёрная, тыловой тактики, военной истории, а также общественно-политических наук. В 1950 году дополнительно созданы кафедры военно-воздушных сил и истории военного искусства.
В 1953 году, по советскому образцу, в структуре Академии было создано шесть факультетов:оперативный, общевойсковой, танковых и механизированных войск, артиллерии,разведки и военно-воздушных сил.
Летом 1954 года Академия была переведена с улицы Опачевской (польск. ul.Opaczewska), 2 в Варшаве в здания довоенного Центра подготовки пехоты (польск. Centrum Wyszkolenia Piechoty)  в Рембертуве.
Существенное влияние на формирование научной среды Академии оказали решения министра национальной обороны ПНР от 11 и 15 декабря 1959 года о присвоении 11 офицерам Академии, имевшим наибольшие научные достижения, звания профессора. В 1961—1967 годах учёную степень доктора военных наук получили 38 работников Академии.
В январе 1964 года на должность коменданта (начальника) Академии был назначен генерал дивизии Юзеф Куропеска, бывший командующий войсками Варшавского военного округа и выпускник довоенной Высшей военной школы в Варшаве, концепции обучения  и традиции которой он пытался использовать в Академии.
В 70-е годы появились первые книги сотрудников Академии по вопросам военного искусства. Были приняты национальные программы исследований в области военных наук. Вырос авторитет Академии за пределами Польши, проявлением чего стало обучение в ней на рубеже 70-х—80-х годов офицеров из СССР, ЧССР, ВНР и ГДР. 
В 1977 году произошли изменения в структуре Академии: был создан факультет Сухопутных войск и факультет Военно-воздушных сил и противовоздушной обороны. Помимо факультетов существовало несколько самостоятельных кафедр.
Базовый курс Академии продолжался три года. На первом курсе слушатели изучали систему командования на уровне полка, на втором — на уровне дивизии, а на третьем — элементы оперативного искусства с общим представлением принципов командования на уровне армии.В общей сложности программа обучения предусматривала около 4300 часов учебных занятий, из них 62% времени — на предметы оперативно-тактические, 12% — на общие предметы, 5% — на специализированные предметы, 10% — на предметы общественно-политические и 11% — на обучение и экзамены. Помимо теоретических занятий проводились многочисленные прикладные командно-штабные учения. Важную роль играли военно-исторические походы, зимние и летние учебные лагеря.

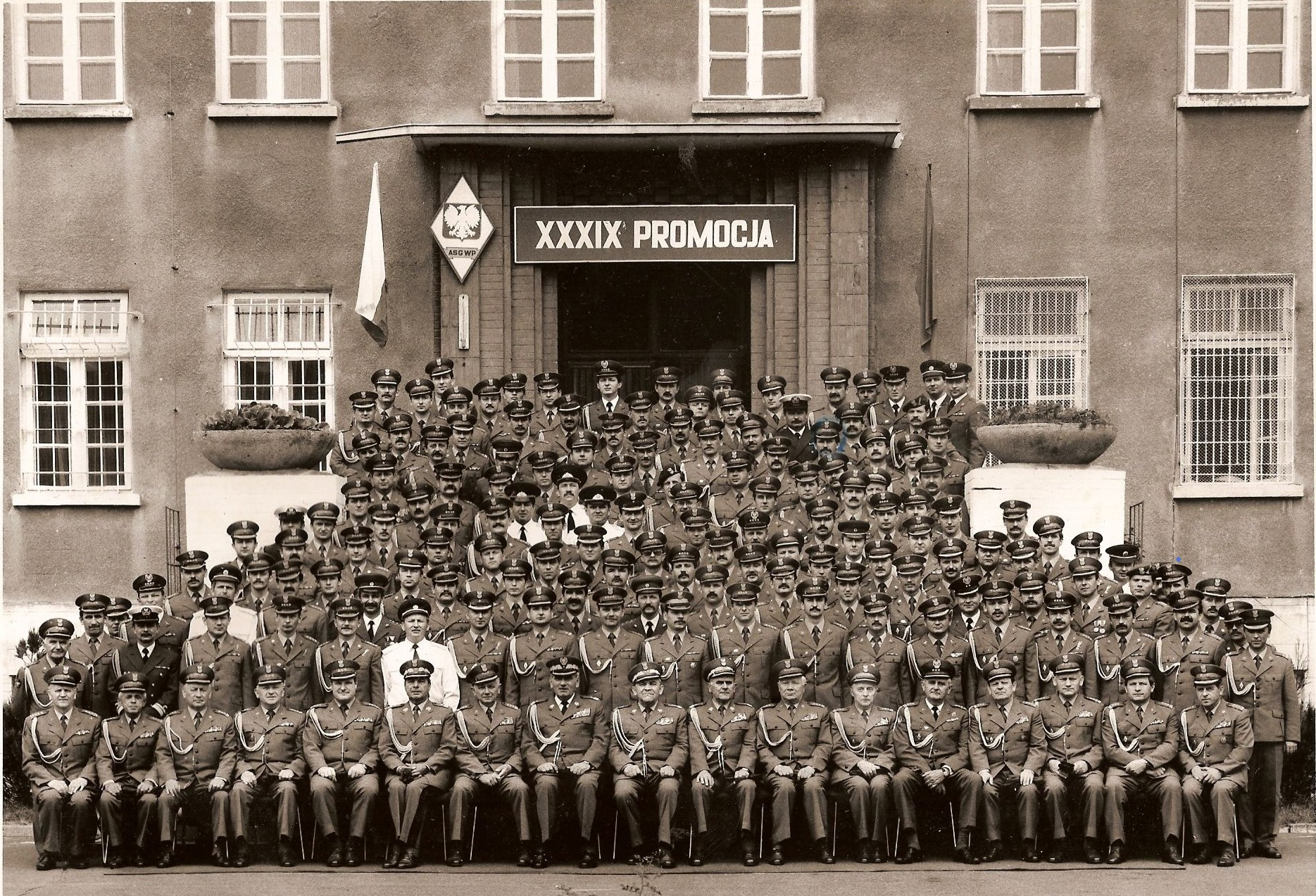
Выпуск Академии 1989 года

Академия стала наиболее долго существовавшим высшим военным командно-штабным учебным заведением Польши. Её стены покинули 6200 выпускников — дипломированных офицеров, а более 4800 офицеров окончили в Академии аспирантуру  и военные курсы.
В соответствии с постановлением Совета Министров Польши от 21 мая 1990 года Академия Генерального штаба с 1 октября 1990 года переименована в Академию Национальной обороны.

## Коменданты (начальники) Академии
- 25.VII.1947 – 5.II.1948  генерал дивизии Болеслав Францевич Зарако-Зараковский  (польск. Bolesław Zarako-Zarakowski)
- 5.II.1948 – 10.IV.1953   генерал дивизии Зыгмунт Берлинг  (польск. Zygmunt Berling )
- 16.IV.1953 – 11.XI.1953 генерал бригады Остап Антонович Стеца (польск. Ostap Steca)
- 11.XI.1953 – 31.XII.1954 генерал бригады Григорий Семёнович Лазько ( польск. Grigorij Łaźko)
- 10.I.1955 – 25. XI. 1956 генерал бригады Виктор Станиславович Сеницкий (польск. Wiktor Sienicki)
- 26 XI. 1956 – I.1964 генерал бригады Мечислав Биень (польск. Mieczysław Bień)
- I.1964 – 20.III.1968 генерал дивизии Юзеф Куропеска  (польск. Józef Kuropieska)
- 11. IV. 1968 – 12.I.1973 генерал дивизии Адам Чаплевский (польск. Adam Czaplewski )
- 24. I. 1973 – 6 XII. 1977 генерал дивизии Болеслав Хоха (польск. Bolesław Chocha)
- IV.1978 – XII 1985 генерал брони Юзеф Каминский  (польск. Józef Kamiński)
- XII.1985 – 14.VII.1990  генерал дивизии Владислав Мруз (польск.Władysław Mróz)
- 14.VII – 30 IX 1990 генерал дивизии Тадеуш Емиолё  (польск. Tadeusz Jemioło)